# Salvador (Beja)
Pour les articles homonymes, voir Salvador (homonymie).
Salvador, officiellement Beja (Salvador), est une ancienne paroisse civile portugaise (en portugais : freguesia) de la municipalité de Beja dans le district du même nom en Alentejo.
Elle correspond à la partie orientale de la ville de Beja.
La loi no 11-A/2013 du 28 janvier 2013, portant réorganisation administrative du territoire des freguesias, fusionne Beja (Salvador) avec la paroisse voisine de Beja (Santa Maria da Feira) pour former l’União das freguesias de Beja (Salvador e Santa Maria da Feira), dont le siège est à Salvador.